# William Shakespeares Othello
William Shakespeares Othello ist eine Fassung des Shakespearedramas Othello von Feridun Zaimoglu und Günter Senkel. Mit ihrer Uraufführung in der Inszenierung von Luk Perceval wurden 2003 die Münchner Kammerspiele wiedereröffnet. 2005 war das Stück bei den Salzburger Festspielen zu sehen.
Die auf knapp zwei Stunden stark eingekürzte Fassung bedient sich einer ultraharten Sprache: „Klare Ansage, Mann. Dein Interesse hab ich voll auffer Liste. Ich ziehs undercover durch, Alter. Und ich will allen Schwuchteln Zyperns ein blasen, wenn du nich morgen Nacht Desdemona fickst“ ist ein typisches Beispiel, mit dem die Kammerspiele für ihren neuen Othello warben.
Laut dem Metzler Autorenlexikon sorgte die Fassung für einige „Furore“. Hannes Rossacher bearbeitete die Inszenierung noch im selben Jahr für einen TV-Film, der mehrfach im deutschen Fernsehen gesendet wurde. Eine Textausgabe erschien im Oktober 2004 bei Monsenstein und Vannerdat, eine weitere im Februar 2008 im Alexander Verlag.
Nach den Kammerspielen übernahmen weitere renommierte Bühnen die Zaimoglu/Senkel-Bearbeitung, bei der „kein Wort außer dem Titel von Shakespeare“ stammt (ORF), für ihre nächste Othello-Aufführung. Zur Premiere am Grazer Schauspielhaus äußerte sich die Regisseurin Christina Rast zu den Motiven: „Der Punkt, warum wir uns für die Neubearbeitung entschieden haben, ist, dass es uns interessiert hat, die gesellschaftliche Komponente, das Außenseitertum, auch den Rassismus auf eine gewisse Art und Weise stärker zu thematisieren. Für uns ist der Mohr auch eine Metapher für Ausgrenzung, von Außenseitertum. Feridun Zaimoglu und Günter Senkel haben da einfach einen konkreten Begriff dafür und das ist 'Neger' oder 'Schoko". Uns hat diese Begrifflichkeit interessiert im Sinne von Ausgrenzung, dass man einen Menschen als das betiteln kann und in dem Moment, wo er dieses Stigma kriegt, ist er das“.
2009 wurde das Stück als Abschiedsvorstellung für Frank Baumbauer auf dessen Wunsch hin noch einmal an den Kammerspielen gespielt.

## Einzelbelege
1. ↑  orf: "Othello" - aber nicht von Shakespeare, abgerufen am 25. Oktober 2013